# ベラプロスト
ベラプロスト（Beraprost）は肺高血圧の治療薬として開発されたプロスタサイクリンの合成アナログである。ベラプロストナトリウムとして利用される。日本で東レが開発した。再灌流傷害の予防への適応が研究されている。

## 臨床薬理学
他のプロスタサイクリン系の薬剤の類縁体と同様に、ベラプロストは血管拡張効果があり、これによって血圧を低くする。またベラプロストは血小板の凝集を抑制し、血液の粘性を低く抑える。持続時間が短く、1.1時間程度で薬効が低下する。

## 適応
日本では慢性動脈閉塞症に伴う潰瘍、疼痛、冷感の改善に使われる。また、肺高血圧の治療に使用される。猫の慢性腎臓病治療薬として使われる。

## 副作用
副作用としては頻度は少ないが末梢血管の拡大によるほてりや、頭痛、動悸が存在する。肝臓に対する負荷がかかるほか、倦怠感といった症状も存在する。血液の粘性が下がるため、出血中の人間には投与できない。また、胎児に対して良好ではないために、妊娠中の患者にも投与できない。
重大な副作用としては、
- 出血傾向（脳出血（0.1%未満）、消化管出血（0.1%未満）、肺出血（0.1%未満）、眼底出血（0.1%未満））、
- ショック（0.1%未満）、失神（0.1%未満）、意識消失（0.1%未満）、
- 肝機能障害（0.1%未満）、間質性肺炎、狭心症、心筋梗塞

が知られている。